# Ostenfeld (Rendsburg)
Pour les articles homonymes, voir Ostenfeld.
Ostenfeld (Rendsburg) est une municipalité allemande située dans le land du Schleswig-Holstein et dans l'arrondissement de Rendsburg-Eckernförde. En 2015, sa population est de 569 habitants.